# Aspidiotus perniciosus
Aspidiotus perniciosus es una especie de insecto hemíptero de la familia Diaspididae.

## Nombre
Es una cochinilla que en España suele recibir el nombre vulgar de piojo de San José. 
Aunque vulgarmente se le denomine como "piojo", no tiene nada que ver con los piojos del orden Phthiraptera que se desarrollan como parásitos sobre diversas especies de animales, incluido el hombre.

## Descripción
La hembra no tiene alas y vive fijada a la planta de la que se alimenta, está protegida por un pequeño caparazón de unos 2 mm de diámetro. Los machos poseen un par de alas.
La ninfa, de color amarillo, se desplaza gracias a tres pequeños pares de patas antes de fijarse en el sitio de su elección. La especie hiberna en forma de ninfa. Una hembra puede poner unos 400 huevos.

## Distribución
Especie originaria de Siberia, noreste de China y norte de la península de Corea. Se ha establecido en todos los continentes excepto en la Antártida y es una importante plaga de árboles frutales.
Es principalmente conocida por ser una plaga de distintos cultivos agrícolas, fundamentalmente frutales. Se puede desarrollar sobre más de 150 especies vegetales, principalmente sobre manzano, peral, ciruelo, melocotonero, cerezo, grosellero, etc.

## Enemigos naturales
No parecen realizar un buen control de esta plaga agrícola. Entre ellos podemos destacar Prospaltella perniciosi (himenóptero), Chilocorus bipustulatus (coleóptero) y Hemisarcoptes maulus (ácaro).